# Marc VDS Racing Team
Marc VDS Racing Team — бельгійська авто- та мотогоночна команда, яка об'єднує в собі декілька малих команд, що виступають під брендом Marc VDS. Заснована бельгійським бізнесменом Марком ван дер Стратеном, рідний дід якого був засновником пивоварні Stella Artois. Перша бельгійська команда, яка виграла чемпіонат світу із шосейно-кільцевих мотоперегонів MotoGP. Команда наразі виступає у трьох дисциплінах мотоспорту в чотирьох чемпіонатах: чемпіонаті автоперегонів на витривалість Blancpain Endurance Series, чемпіонаті світу з шосейно-кільцевих мотоперегонів MotoGP та деяких інших змаганнях із ралі.

## Логотип та кольори
Логотипом команди є голова лева, що, за словами засновника команди Марка ван дер Стратена, є даниною «філософії лева»: молодий лев збирає спадщину старого батька, щоб боротися проти негараздів і ворогів. Це також символізує команду як сім'ю — леви, як відомо, живуть сімейними групами, прайдами, за безпеку яких відповідає глава сімейства. Команда має також 3 свої кольори:
- жовтий — колір лева;
- сріблястий — колір, який сяє навіть у похмурі дні;
- бордовий — колір вина бордо.

## Історія
Заснована в бельгійському Гослені (Шарлеруа), «Marc VDS» почала виступати в серії Belcar (чемпіонат Бельгії з автоспорту) як частина гоночної програми для «Gillet Vertigo» (бельгійський виробник спортивних автомобілів), під назвою «Belgian Racing». У 2005 році «Gillet Vertigo» була допущена до участі в міжнародних гонках FIA GT, хоча і не змогла узяти участь у всіх гонках чемпіонату. Незважаючи на подальший розвиток протягом декількох років, програма «Gillet Vertigo» припинила своє існування у 2008 році і Марк ван дер Стратен перейменував команду у «Marc VDS». Команда залишилася у чемпіонаті «FIA GT», ставши однією з двох команд розробників для прототипа «Matech Ford GT», що дозволило перейти до категорії GT1. Marc VDS також розширила свою програму, придбавши Volkswagen Touareg для участі у ралі Дакар у 2009 році.
У 2010 році Marc VDS взяла участь у гонці 1000 км Спа, що проходить під егідою Європейської серії Ле-Ман, а також у 24 години Ле-Мана.

### MotoGP

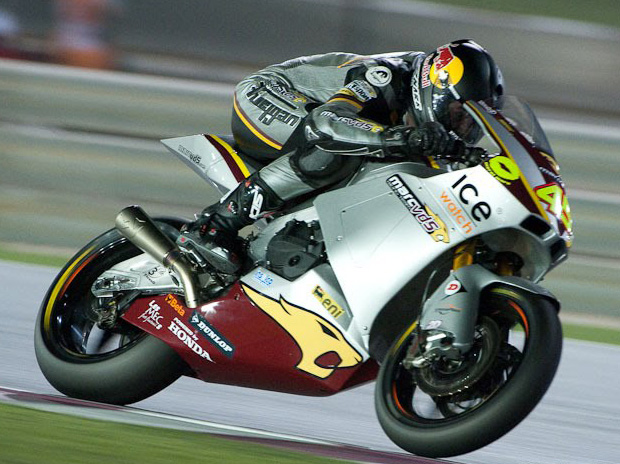
Скотт Реддінг на Гран-Прі Катару, 2010 рік

Незабаром після їх появи FIA GT1, Marc VDS також оголосили про співпрацю з Дідьє де Родрігесом (колишнім бельгійським гонщиком) та Майклом Бартоломью (колишнім керівником команди Kawasaki), що вилилось в утворення команди «Marc VDS Racing Team», яка була заявлена до участі в чемпіонаті світу з шосейно-кільцевих мотоперегонів MotoGP у класі Moto2 з гонщиками Скоттом Реддінгом те Ектором Фаубелем на мотоциклах Suter. Перші два роки склались для команди важко, оскільки найкращі гонщики та персонал не бажали йти у нікому невідому команду.
2013
У сезоні 2013 року британський гонщик команди Скотт Реддінг боровся за перемогу у чемпіонаті з іспанцем Полом Еспаргаро, проте через травму, отриману на шістнадцятому етапі сезону у Австралії, змушений був достроково припинити боротьбу, задовольнившись в підсумку другим місцем. Інший гонщик команди, фін Міка Калліо зайняв четверте місце.
По закінченню сезону 2013 Реддінг перейшов у «королівський» клас, приєднавшись до команди «GO&FUN Honda Gresini», на його місце був взятий Естів «Тіто» Рабат, бронзовий призер чемпіонату. Міка Калліо та Лівіо Лой залишились у команді.
2014
Сезон 2014 почався для «Marc VDS Racing Team» вдало. Між пілотами команди з перших же гонок розгорнулася боротьба за лідерство у загальному заліку класу Moto2. Зокрема, у першій половині сезону з 9 гонок гонщики «Marc VDS Racing Team» здобули 6 перемог (4 на рахунку Рабата та 2 у Калліо). У загальному заліку лідерство захопив Естів Рабат, Міка Калліо йшов другим.
Успіхи команди у «середньому» класі надихнули керівництво на перехід у MotoGP з наступного сезону. Для цього було підписано контракт із колишнім гонщиком «Marc VDS» Скотом Реддінгом та компанією Honda Racing Corporation на постачання для нього мотоцикла Honda RC213V у заводській комплектації.
У класі Moto3 справи команди складались не так вдало. Бельгійський гонщик Лівіо Лой лише двічі приїжджав у очковій зоні, за 9 гонок набравши 17 очок, що дозволяло займати йому у загальному заліку лише 18-е місце. У 9-тій гонці сезону, на Гран-Прі Німеччини, керівники команди забезпечили Лоя мотоциклом KTM RC250GP заводської комплектації з останніми оновленнями, проте він фінішував лише 25-м. Це спонукало команду до пошуку нового гонщика. Вибір пав на Хорхе Наварро — молодого іспанця, який у поточному сезоні виступав у серії FIM CEV Repsol Moto3 за команду «Team Machado-Came».
Гонщики «Marc VDS Racing Team» у класі Moto2 продовжували домінувати. В середині сезону вони видали чудову серію із трьох гонок поспіль, на яких фінішували на перших двох місцях. Це дозволило Рабату, за одну гонку до завершення чемпіонату, достроково стати чемпіоном світу. Також вони отримали можливість після завершення чемпіонату зайняти перші 2 місця у загальному заліку. До цього аналогічне досягнення встановили гонщики команди «Chesterfield Yamaha Tech 3» Шинья Накано та Олівьє Жаке у далекому 2000-му.
Загалом же у сезоні перевага «Marc VDS Racing Team» в класі Moto2 була просто неймовірною. Гонщики команди встановили ряд рекордів середнього класу:
- 635 — очок набрали разом Рабат і Калліо.
- 24 подіумних фінішів на двох.
- 18 — у всіх гонках сезону щонайменше 1 гонщик команди стояв на подіумі.
- 14 разів гонщики «Marc VDS Racing Team» стартували з поулу.
- 10 перемог здобуто Рабатом і Калліо на двох.
- У 6 гонках на подіумі було 2 гонщики «Marc VDS Racing Team».
- У 4 Гран-Прі Рабат і Калліо займали перше і друге місця.
- 2 гонщики «Marc VDS Racing Team» зайняли 2 верхні позиції загального заліку (до цього останній раз це робили гонщики команди «Tech 3» у сезоні 2000).
- 1 — Тіто Рабат єдиний гонщик, який очолював турнірну таблицю середнього класу протягом всього сезону.

Цікаво, що попри домінування команди у серії, її бюджет в чемпіонаті був не найвищим — за величиною витрат команда займала лише 4—5 місця.
2015
Сезон 2015 став дебютним для команди в «королівському» класі, щоправда, задля цього їй довелось відмовитись від участі у класі Moto3. Її представляв єдиний гонщик Скотт Реддінг. Перша половина сезону склалася для нього невдало — за підсумками 9 гонок він займав у загальному заліку лише 14-те місце. Цього для команди з чемпіонськими амбіціями виявилось замало, і в середині сезону стало відомо, що на наступний сезон його місце займе Тіто Рабат. Проте у другій половині сезону британець покращив свої результати, досягнувши, у тому числі одного подіуму (третє місце на Гран-Прі Сан Марино). Загалом же за підсумками сезону він посів 13-те місце, а Marc VDS в заліку команд стала 7-ю.
У класі Moto2 команду продовжував представляти Тіто Рабат, а на місце Калліо був взятий чемпіон світу в класі Moto3 попереднього сезону Алекс Маркес. Для першого сезон став менш вдалим за попередній: в 18 гонках він здобув лише 3 перемоги при 10 подіумах, що дозволило зайняти в загальному заліку лише 3-тє місце. Натомість для останнього цей рік пішов на пристосування до нового класу, і, за підсумками сезону, він став14-м.

#### Статистика виступів у MotoGP
| Сезон | Клас   | Назва команди                 | Мотоцикл        | №  | Гонщик        | Гонки | Пер | Под | ПП | НК | ОГ  | МГ | Очки | Місце |
| ----- | ------ | ----------------------------- | --------------- | -- | ------------- | ----- | --- | --- | -- | -- | --- | -- | ---- | ----- |
| 2013  | Moto2  | Marc VDS Racing Team          | Kalex Moto2     | 36 | Міка Калліо   | 17    | 1   | 4   | 1  | 1  | 187 | 4  | —    | —     |
| 2013  | Moto2  | Marc VDS Racing Team          | Kalex Moto2     | 45 | Скот Реддінг  | 16    | 3   | 7   | 3  | 1  | 225 | 2  | —    | —     |
| 2013  | Moto3  | Marc VDS Racing Team          | Kalex KTM       | 11 | Лівіо Лой     | 15    | 0   | 0   | 0  | 0  | 8   | 22 | —    | —     |
| 2013  | Moto3  | Marc VDS Racing Team          | Kalex KTM       | 95 | Жуль Даніло   | 2     | 0   | 0   | 0  | 0  | 0   | —  | —    | —     |
| 2014  | Moto2  | Marc VDS Racing Team          | Kalex Moto2     | 36 | Міка Калліо   | 18    | 3   | 10  | 3  | 3  | 289 | 2  | —    | —     |
| 2014  | Moto2  | Marc VDS Racing Team          | Kalex Moto2     | 41 | Айден Вагнер  | 1     | 0   | 0   | 0  | 0  | 0   | —  | —    | —     |
| 2014  | Moto2  | Marc VDS Racing Team          | Kalex Moto2     | 53 | Естів Рабат   | 18    | 7   | 14  | 11 | 5  | 346 | 1  | —    | —     |
| 2014  | Moto3  | Marc VDS Racing Team          | Kalex KTM Moto3 | 99 | Хорхе Наварро | 9     | 0   | 0   | 0  | 0  | 11  | 23 | —    | —     |
| 2014  | Moto3  | Marc VDS Racing Team          | Kalex KTM Moto3 | 11 | Лівіо Лой     | 9     | 0   | 0   | 0  | 0  | 17  | 21 | —    | —     |
| 2014  | Moto3  | Marc VDS Racing Team          | KTM RC250GP     | 11 | Лівіо Лой     | 9     | 0   | 0   | 0  | 0  | 17  | 21 | —    | —     |
| 2015  | MotoGP | Estrella Galicia 0,0 Marc VDS | Honda RC213V    | 45 | Скотт Реддінг | 18    | 0   | 1   | 0  | 0  | 84  | 13 | 84   | 7     |
| 2015  | Moto2  | EG 0,0 Marc VDS               | Kalex Moto2     | 1  | Естів Рабат   | 15    | 3   | 10  | 3  | 5  | 231 | 3  | —    | —     |
| 2015  | Moto2  | EG 0,0 Marc VDS               | Kalex Moto2     | 73 | Алекс Маркес  | 18    | 0   | 0   | 0  | 0  | 73  | 14 | —    | —     |

## Цікаві факти
- Один сезон участі в класі MotoGP обходиться команді 11 млн. €[12]. Сюди входить вартість комплекту мотоциклів, заробітна плата двох гонщиків, персоналу та логістичні витрати.